# Friedrich Canthal
Friedrich Canthal (* 9. April 1848 in Hanau; † 9. November 1922) war Unternehmer und Kommunalpolitiker in Hanau.

## Leben
Geboren wurde Friedrich („Fritz“) Canthal in der Hanauer Judengasse als Sohn eines Weinbrand- und Likörfabrikanten. 1863 übernahm er nach dem Tod des Vaters die Firma und entwickelte sie zu einem der führenden Unternehmen der Branche in Südwestdeutschland. Ab 1876 gehörte er der Hanauer Handelskammer an, deren Präsident er zwischen 1891 und 1918 war.
Ab 1884 war er auch in der Kommunalpolitik Hanaus aktiv und von 1898 bis 1908 Stadtverordnetenvorsteher. Anschließend war er bis 1916 Mitglied des Provinziallandtags der Provinz Hessen-Nassau.
Canthal war maßgeblich am Ausbau Hanaus zu einem Militärstützpunkt beteiligt, als hier ein Teil der Eisenbahntruppen des Deutschen Reichs stationiert wurde. Von 1896 bis 1899 gehörte er dem ersten Aufsichtsrat der Hanauer Kleinbahn AG an und dann nochmals 1902 bis 1917. Außerdem betrieb er den Ausbau des Hanauer Mainhafens.  Er war Mitglied des Kuratoriums der Hanauer Zeichenakademie.
Kaiser Wilhelm II. verlieh ihm 1904 den Titel „Kommerzienrat“ sowie 1918 den Titel „Geheimer Kommerzienrat“. Er war der erste Bürger mit Herkunft aus einer jüdischen Familie, der in der Hanauer Stadtgesellschaft eine derart herausragende Position einnehmen konnte.
Friedrich Canthal wurde auf dem Hauptfriedhof Hanau beigesetzt.

## Ehrungen
1916 erhielt Friedrich Canthal die Ehrenbürgerwürde der Stadt Hanau. Die Canthalstraße in der Nähe des Hanauer Mainhafens ist nach ihm benannt.